# Li Shizhen

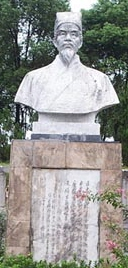
Büste von Li Shizhen im Kräutergarten von Qichun (Qizhou)

Li Shizhen (chinesisch 李時珍 / 李时珍, Pinyin Lǐ Shízhēn, W.-G. Li Shih-chen; auch Li Binhu; Zì: Dongbi (東璧,  Tung-pi); * 1518 in Qichun, Chinesisches Kaiserreich; † 1593) war ein chinesischer Arzt, Gelehrter, Pharmazeut, Botaniker der Ming-Dynastie und Verfasser einer umfangreichen medizinisch-pharmazeutischen Enzyklopädie, des Bencao Gangmu (Große Enzyklopädie der Materia Medica).

## Leben
Li Shizhens Großvater war ein herumreisender Landarzt (liying genannt), sein Vater Li Yanwen ebenfalls Arzt, aber auf einer angeseheneren Stufe als Verfasser mehrerer Bücher (zum Beispiel über Ginseng, Hautausschläge und Pulsdiagnose). Sein Heimatort im Kreis Qichun in der Provinz Hubei am Yangtze ist noch heute als Anbauort von Heilkräutern bekannt. Auf Wunsch seines Vaters versuchte Li Shizhen die nächste Stufe des sozialen Aufstiegs in China zu nehmen und nahm an den strengen Prüfungen für den Staatsdienst als Beamten-Gelehrter teil (für die man ein ausgezeichnetes Wissen der konfuzianischen Klassiker haben musste), in denen er aber auch nach zweimaliger Wiederholung durchfiel. Er ging danach bei seinem Vater in die Lehre und praktizierte als Arzt. Als er um die 30 Jahre alt war, hatte er schon ein beträchtliches Ansehen als Arzt, und als er einen Prinzen des Staates Chu heilte, wurde er doch noch 1543 in dessen Hauptstadt Wuchang in den Staatsdienst aufgenommen und wurde sogar 1544 bis 1549 an der Kaiserlichen Medizinischen Akademie in Peking angestellt. Das gab er aber wieder auf um wieder als Arzt zu praktizieren.
Da er in seiner Zeit im Staatsdienst Zugang zu vielen wertvollen medizinischen Büchern hatte (in seinem Kompendium führt er rund 800 Schriften auf) und in diesen auf Widersprüche stieß, beschloss er selbst ein medizinisches Kompendium zu schreiben, wozu er über 30 Jahre brauchte, da er das Buch dreimal umschrieb (der erste Entwurf war 1578 fertig, der zweite 1580, der dritte 1587). Mit dem zweiten Entwurf ging er nach Nanjing, um das Buch, das er privat ohne offiziellen Auftrag erstellt hatte, dem damals berühmten Gelehrten Wang Shi Zhen zu zeigen, der auch Justizminister war. Wang Shi Zhen war von dem Buch sehr beeindruckt, schrieb ein Vorwort und sorgte für die Publikation. Li Shizhen starb vor der Veröffentlichung, die 1596 erfolgte. Sie wurde von seinem ältesten Sohn beaufsichtigt, sein Enkel steuerte die vielen Illustrationen bei.
Im Gegensatz zu seinen Vorgängern klassifizierte er die tierischen, pflanzlichen und mineralischen Medikamente viel genauer und gab an, für welche Krankheiten und in welcher Dosis sie zu verwenden sind, wie sie zuzubereiten sind, Fehler in früheren Büchern und viele weitere Informationen. Aufgeführt wurden 1892 Substanzen (jeweils mit lexikalischem Eintrag), von denen rund 400 vorher nicht in der Literatur erwähnt wurden. Damit verbunden gab er rund 11.000 Rezepte an. In dem Buch finden sich auch wertvolle Informationen zu anderen Teilen der Kenntnisse der chinesischen Wissenschaft, wie Geologie, Mineralogie, Botanik, Chemie und Alchemie, Zoologie, Metallurgie, Astronomie, Geographie. Neben Kenntnissen aus Büchern ließ er auch viele eigene Erfahrungen und in Kontakt mit Kollegen und der Bevölkerung erworbene Erkenntnisse einfließen. Sein Buch machte im Gegensatz zu seinen Vorgängern in der chinesischen Medizin nicht das Herz, sondern das Gehirn zum beherrschenden Organ des Menschen.
Das Buch hat rund 1160 Illustrationen. Es sind nur 6 originale Exemplare der Ausgabe von 1596 bekannt (eines in der Library of Congress, zwei in China, drei in Japan, das Berliner Exemplar wurde im Zweiten Weltkrieg zerstört), es folgten aber weitere Auflagen (so 1603 mit zwei anderen Werken von Li Shizhen, ihr folgten die meisten späteren Ausgaben, und 1640 eine Ausgabe mit besseren Illustrationen) und es wurde in viele Sprachen übersetzt und bis in die Gegenwart in der traditionellen chinesischen Medizin benutzt.
Li Shizhen schrieb noch viele weitere Werke, von denen nur zwei erhalten sind: Die Pulslehre des Bin Hu (Bīnhú Màixué 濒 湖 脉 学) (1564) und Untersuchungen über die acht außerordentlichen Gefäße (Qíjīng Bāmài Kăo 奇 经 八 脉 考) (1572).
Die Wiener Privatuniversität TCM Privatuniversität Li Shi Zhen für traditionelle chinesische Medizin war nach ihm benannt, ebenso ein Asteroid: (26738) Lishizhen.

## Schriften
- Chinese medicinal herbs. San Francisco 1973.
- Bencao Gangmu: Compendium of Materia Medica, 6 Bände, Peking: Foreign Languages Press, 2003 (englische Übersetzung)
  - Chinesischer Text zum Beispiel Volksverlag, Peking 1982